# Instituto Superior Tecnológico Público José Pardo
El Instituto de Educación Superior Tecnológico Público José Pardo (siglas: ISTP José Pardo) es un centro de educación superior en la provincia de Lima, Perú. Tiene sus antecedentes en la llamada Escuela de Artes y Oficios que funcionó a partir de 1864 hasta 1879. Su reapertura se da en 1905.

## Historia
El instituto fue la primera Escuela de Artes y Oficios en Lima, Perú en el año 1864 durante el gobierno del General Juan Antonio Pezet. Este importante centro de enseñanza técnica, deja de funcionar durante la guerra contra Chile en 1879.
Durante la Guerra del Pacífico se usaron cinco cañones fabricados en la Escuela de Artes y Oficios.
Concluida la guerra y firmada la paz, surge el patriótico empeño de que florezcan todas las instituciones educativas.
En 1903, el Congreso de la República da la Ley ordenando que se reinstale el plantel; en su Artículo  1.º dice: Reinstalase la Escuela Nacional de Artes y Oficios de Lima, bajo la vigilancia del Supremo Gobierno.
El Dr. José Pardo y Barreda asume la presidencia de la República el 24 de septiembre de 1904 y ese mismo año nombró como director de la Escuela al Ing. Pedro Paulet Mostajo, que por entonces se encontraba de Cónsul en Amberes (Bélgica) mientras el Gobierno se encargaba de realizar la compra del Local conocido como "Hospital de Santa Sofía", situada en el entonces distrito de Miraflores (desde 1920, La Victoria) entre la avenida Grau, el jirón Andahuaylas, 28 de julio y Abtao. La idea de inaugurar la Escuela Nacional de Artes y Oficios en esta capital fue programada justo el mismo día del primer aniversario de haber asumido el Mando Supremo como Presidente Constitucional el Dr. José Pardo y manifestar su gratitud por la atención que se había dado a ese establecimiento para su instalación.
El Hospital de Santa Sofía fue construido por el empresario francés Augusto Dreyffus entre 1872 y 1876. El objetivo fue erigir el más moderno y elegante hospital de la época solicitando a cambio que llevara el nombre de Santa Sofía en memoria de su esposa Sofía Bergmann fallecida en 1871. En 1903 comienza la instalación de la Escuela Nacional de Artes y Oficios en el local del hospital en la Alameda Grau en Miraflores.
El 24 de septiembre de 1905, se inauguró la Escuela Nacional de Artes y Oficios con toda solemnidad, en el lugar que actualmente ocupa el Instituto Superior Tecnológico Público "José Pardo".
El Presidente José Pardo asiste acompañado de todo su Gabinete Ministerial en pleno, los Miembros del Cuerpo Diplomático y Consular, Autoridades Políticas y personalidades de la Banca, Comercio, Industria y el Pueblo en general.
Desempeñaba la Cartera de Fomento y Obras Públicas, el Ing. José Balta, uno de los más dinámicos propulsores de la reestructuración de la Escuela. Correspondió el privilegio de ser su Primer Director al sabio Universal Ing. Pedro E. Paulet Mostajo.
En 1945, por Resolución Suprema N.º 3699 se convierte en Politécnico Principal del Perú, posteriormente se denomina Politécnico Nacional del Perú; en 1950 se denomina Politécnico Nacional "José Pardo", en 1972 se crea el Instituto Tecnológico Nacional José Pardo. Desde diciembre de 1976 se convierte en Escuela Superior de Educación Profesional "José Pardo" y desde 1983 es denominado Instituto Superior Tecnológico Público “José Pardo”, nombre que conserva a la actualidad.

## Estudios
Todas las carreras equivalen a tres años de estudios con el grado Profesional Técnico.
- Computación e Informática
- Construcción civil
- Electrotecnia industrial
- Electrónica industrial
- Mecánica automotriz
- Mecánica de producción
- Metalurgia